# Neopamera albocincta
Neopamera albocincta är en insektsart som först beskrevs av Barber 1953.  Neopamera albocincta ingår i släktet Neopamera och familjen Rhyparochromidae. Inga underarter finns listade i Catalogue of Life.